# Помпиду, Жорж
Жорж Жан Раймо́н Помпиду́ (фр. Georges Jean Raymond Pompidou; 5 июля 1911, Монбудиф, Канталь — 2 апреля 1974, Париж, Франция) — французский государственный деятель, премьер-министр (1962—1968) и 19-й президент (1969—1974) Франции (Пятой республики), лидер правых (голлистов). Его премьерство и президентство ознаменовались экономическим подъёмом и технической модернизацией Франции, а также дальнейшим развитием европейских структур. Литературовед, преподаватель словесности и ценитель искусства, Помпиду был основателем парижского музея современного искусства — Центра Помпиду, а также составителем антологии французской поэзии.

## Учёба и преподавательская работа
Его родители — Леон Помпиду (1887—1969) и Мари Луиза Шаваньяк (1886—1945) — были учителями из крестьян. Получил бакалавриат (bac) в Альби.
В 1931 году поступил в парижскую Высшую нормальную школу, перед этим занимавшись в подготовительных классах к высшим школам при лицее Людовика Великого. Там его товарищем был Леопольд Сенгор, будущий президент Сенегала. В 1934 году получил 1 место на конкурсе по филологическим дисциплинам, начал работать преподавателем — сперва в Марселе, а затем в Париже в лицее Генриха IV. Одновременно с дипломом Эколь Нормаль Помпиду получил диплом Свободной школы политических наук.
29 октября 1935 года женился на Клод Каур (1912—2007). Своих детей у них не было, в 1942 году супруги усыновили мальчика по имени Ален. Ален Помпиду ныне председатель Европейского патентного комитета. Семья Помпиду ещё до войны собрала большую коллекцию произведений искусства. До конца жизни Жоржа супруги были очень привязаны друг к другу и впоследствии, в период президентства, никогда надолго не разлучались.
С началом Второй мировой войны Помпиду прервал преподавательскую деятельность и отправился в армию (141-й Альпийский пехотный полк). Вплоть до разгрома Франции в 1940 году он служил в чине лейтенанта, а затем участвовал в Движении Сопротивления.
В это время он написал литературоведческое исследование о трагедии Расина «Британик», изданное в 1944 году. В дальнейшем литературоведческие работы Помпиду отражают и его политические размышления; например, в 1947 году под редакцией и со статьёй Помпиду вышло сокращённое издание «Происхождения современной Франции» Ипполита Тэна, а в 1955 году — том избранных сочинений Андре Мальро, близкого сподвижника де Голля, а впоследствии министра культуры в правительстве Помпиду.

## Начало политической деятельности
После освобождения Франции Помпиду впервые сотрудничает с де Голлем, поступив в 1945 году на службу во Временном правительстве (референт по вопросам образования), затем в Государственном совете и в комитете по туризму. В правительство Помпиду попал благодаря своим контактам по Нормальной школе с экономистом Гастоном Палевски. Знакомство с де Голлем быстро переросло в дружбу, продолжавшуюся почти четверть века и закончившуюся драматически.
В конце 1940-х — начале 1950-х годов, во время попыток де Голля вернуться к власти и создать партию Объединение французского народа, интеллектуал-финансист продолжает быть близким советником находящегося в оппозиции генерала; с 1948 года на протяжении пяти лет он руководил его личной канцелярией. В 1953 году де Голль, разочаровавшись в своей партии, временно отошёл от политики. Помпиду перешёл в бизнес, стал работать в банке Ротшильдов менеджером вплоть до 1958 года. В этот сложный для голлистского движения период, известный как «Переход через пустыню», он продолжал участвовать в неформальных встречах голлистов в Коломбэ (имение генерала) и Париже. Он также занимался управлением благотворительного фонда Анны де Голль, созданного генералом в память о покойной дочери, страдавшей синдромом Дауна, и предназначенного для помощи детям с таким диагнозом. С 1954 года Помпиду занимался изданием мемуаров де Голля, действуя как посредник между ним и крупным парижским издательством «Плон».
Тесные личные и деловые отношения между де Голлем и Помпиду стали причиной стремительной карьеры последнего. Помпиду считался одним из «баронов голлизма». Немедленно по возвращении де Голля к власти в мае 1958 года он становится директором (управляющим делами) кабинета министров, а также активно принимал участие в формировании правительства (причём ещё до формального назначения де Голля премьером). В 1959—1962 годы Помпиду вновь работал у Ротшильдов и одновременно заседал во вновь образованном Конституционном совете (куда его по президентской квоте назначил де Голль). Участвовал в подготовке Эвианских соглашений о независимости Алжира в 1962 году (ранее, ещё в 1956 году, он с рядом видных голлистов входил в состав «Союза за спасение и обновление французского Алжира» Жака Сустеля).
В 1961 году в издательстве «Ашетт» вышла составленная им «Антология французской поэзии». Антология неоднократно переиздавалась и в классическом, и в «покет-буковом» формате. Помимо самого отбора текстов, Помпиду принадлежат подробные комментарии. Любопытной особенностью антологии является раздел, куда входят не целые стихотворения, а выдающиеся строки разных поэтов, запомнившиеся составителю.

## Премьер-министр
В 1962 году, после референдума, одобрившего эвианские соглашения, Помпиду стал премьер-министром Франции и пробыл на этом посту шесть лет, с 16 апреля 1962 по 21 июля 1968 года, возглавляя пять составов кабинета. Это было самым долгим пребыванием во главе правительства в истории республиканской Франции.
Назначению не помешало даже то, что раньше Помпиду не был известной политической фигурой или даже депутатом Национального собрания (это перестало требоваться как раз голлистской конституцией Пятой республики). Его правительственную декларацию одобрило лишь 259 депутатов (три года назад за его предшественника Мишеля Дебре было подано 453 голоса). Однако конституция позволяла собранию объявить премьеру вотум недоверия. 5 октября 1962 года, после попытки де Голля провести некоторые конституционные поправки, вопреки законам, через референдум, такой вотум был принят депутатами (280 голосов), однако де Голль, воспользовавшись своими полномочиями, распустил парламент и оставил Помпиду в должности. Референдум состоялся и дал положительный для правительства результат, а затем голлисты выиграли и новые выборы в парламент, получив большое однородное большинство (это был период бурного экономического роста — «славное тридцатилетие»), и положение Помпиду упрочилось.
Однако одновременно укрепили позиции и левые, к середине 1960-х перешедшие в наступление. В сентябре 1963 года после усиления инфляции были приняты меры по сдерживанию роста цен, а профсоюзы вынудили отказаться от требований повышения зарплаты; премьер заявил, что «каждый француз должен согласиться на известное ограничение прогресса в своём личном благосостоянии». В 1964 году произошла забастовка шахтёров, в 1965 году отличные результаты на президентских выборах показал социалист Франсуа Миттеран (Помпиду координировал избирательную кампанию де Голля), а в 1967 году правящая партия получила лишь незначительный перевес в Национальном собрании. Тем не менее Помпиду всё это время продолжал считаться «дофином» (его прозвище), теневым преемником де Голля. Уже в 1964 году вышла книга М. Бромберже «Секретная судьба Жоржа Помпиду», изображающая его в такой роли.
В этот период Помпиду участвует и во внешнеполитической деятельности команды де Голля. Например, в ноябре 1964 года он назвал ядерные силы НАТО в Европе «разрушительными» и «провокационными» и публично предположил их антифранцузскую направленность, а затем деятельно участвовал в выходе страны из военной организации Североатлантического альянса.

### События 1968 года и конфликт с де Голлем
Решительный рост популярности Помпиду связан с майскими событиями 1968 года. 11 мая 1968 года, в разгар событий, премьер вернулся в страну из поездки в Афганистан и Иран и сразу предложил открыть Сорбонну и удовлетворить требования студентов. В отличие от авторитарного и непредсказуемого де Голля, Помпиду, сам бывший университетский преподаватель, смог найти общий язык с лидерами бунтарей, устраивал консультации с ними и т. п. Он же предложил де Голлю отказаться от его излюбленных референдумов и провести досрочные парламентские выборы. С другой стороны, он смог прекратить всеобщую забастовку — главный и самый угрожающий элемент событий Мая — встретившись с руководителями профсоюзов и капиталистами, которые при его посредничестве заключили так называемые Гренельские соглашения.
Это стоило ему, однако, хороших отношений с де Голлем. После того как премьер высказал недоумение по поводу экстравагантного полёта президента 29 мая в Баден-Баден (видимо, де Голль искал там поддержки военного гарнизона, стоявшего в Германии после войны), президент стал к нему холоден. Триумфальная победа голлистской партии UDR на выборах лета 1968 года (в связи с кризисом де Голль распустил избранный в предыдущем году парламент) рассматривалась, однако, как недоверие самому де Голлю (и некоторым его соратникам, которые не были переизбраны) и доверие Помпиду; последний вынужден был уйти в отставку, уступив место Морису Кув де Мюрвилю. Генерал иронически сказал, что отправляет премьера в «резерв Республики». Помпиду заявил в Риме 18 января 1969 года на вопрос журналиста о своём политическом будущем: «Политического будущего у меня нет; у меня есть политическое прошлое и будет, если Богу угодно, государственное будущее!» Этим он намекнул, что собирается баллотироваться в президенты. «Ближний круг» де Голля тотчас стал искать компромат на экс-премьера. В связи с расследованием дела Марковича (убийство охранника Алена Делона) распространились оскорбительные слухи, порочившие госпожу Клод Помпиду. От этого болезненного удара Помпиду, по ряду свидетельств, не оправился до самой смерти, и всякие отношения между ним и де Голлем прекратились.

## Президент республики

### Избрание
27 апреля 1969 года провалился предложенный де Голлем референдум о создании экономических регионов и реформе сената, и 78-летний президент ушёл в отставку в ночь на 28 апреля; Помпиду в одночасье стал из опального политика фаворитом президентской гонки. В этот же день, 28 апреля, он выступал в Комеди Франсез на литературном вечере, с такой речью:

Обычно считается, что я занимаюсь политикой. Но кроме того, я испытываю не только что вкус, но настоящую страсть к поэзии. И я задался следующим вопросом: не два ли человека живут во мне, как сказано в одном из псалмов? Один стремится к Богу, то есть к поэзии, а другой подвержен дьявольскому искушению, то есть политической деятельности? Или же можно утверждать, что поэзию и политику можно примирить?

<…>

Я прихожу к убеждению, что сходства между тем и другим поражают, и что разница заключается только в темпераменте. Одни рождаются для того, чтоб выражать, другие чтобы действовать. Поэты и политики должны глубоко интуитивно знать человека, его чувства и стремления. Но в то время как поэты излагают их с большим или меньшим талантом, политики стремятся их удовлетворить с большей или меньшей удачей. И поэтов, и политиков должно вести некоторое представление о смысле жизни и, не побоюсь этого слова, жажда идеала. Но поэты выражают его, а политики стремятся достичь. Что касается поэтов, то всё очевидно, но когда Александр отправился из Македонии, чтобы дойти до берегов Нила, Евфрата, Окса и Инда и умереть в Вавилоне, что направляло его, как не поэтическое видение своей судьбы?..

На другой день, 29 апреля, Помпиду выставил свою кандидатуру и собрал вокруг себя многие голлистские организации. Его, после колебаний, поддержал центрист Валери Жискар д'Эстен, а также Рене Плевен и Жак Дюамель.
Согласно Конституции, после отставки де Голля временно исполняющим обязанности президента стал председатель Сената, авторитетный правоцентрист Ален Поэр. Он решил не ограничиваться технической переходной ролью, и выставил свою кандидатуру в президенты, что усложнило предвыборную картину — первые опросы показали его лидерство в президентской гонке. Однако Помпиду вёл активную избирательную кампанию в провинции, и ему удалось переломить ситуацию в свою пользу.
Голосование прошло 1 июня. Помпиду (10 051 783 голоса) опередил Поэра почти в два раза; ему не хватило 5,5 %, чтоб победить в первом туре. Это были одни из немногих выборов, где во второй тур не вышли левые. Коммунист Жак Дюкло занял третье место, однако с весьма приличным результатом (21,3 %).
Во втором туре, бойкотированном левыми и обратившемся потому в чистую формальность, Помпиду победил Поэра (15 июня), набрав 58,2 % (11 064 371 голос). 19 июня 1969 года Конституционный совет (в котором председательствовал старый товарищ Помпиду Гастон Палевский) провозгласил Помпиду президентом республики. 20 июня новый президент в ходе торжественной церемонии вступил в должность; в тот же день премьер-министром был назначен председатель Национального собрания, генерал французского Сопротивления и сподвижник де Голля Жак Шабан-Дельмас.

### Деятельность во главе государства

#### Внешняя политика
Как президент республики Помпиду был сторонником голлистской независимости внешней политики от общей линии США и НАТО (Франция после выхода из военной организации оставалась членом лишь политической организации Альянса) и укрепления единой Европы, однако более прагматичен, чем де Голль. У него не было англофобии генерала, он допустил в июне 1973 года Великобританию в ЕЭС (вместе с Ирландией и Данией), а 23 апреля 1972 года это было утверждено общефранцузским референдумом. Однако Франция в январе 1974 года вышла из европейской финансовой системы (так называемой «валютной змеи»).
В общемировой внешней политике Помпиду придерживался линии де Голля на особые отношения с СССР. Впервые он побывал в Союзе с визитом ещё как премьер, в 1967 году, а в 1970 и 1971 годах Помпиду и Брежнев обменялись государственными визитами. Во время первого из них (Помпиду в Москве, 6—13 октября 1970) был подписан Советско-французский протокол; страны обязались взаимно консультироваться по наиболее важным международным вопросам; во время второго из них (Брежнев в Париже) были подписаны «Принципы сотрудничества между СССР и Францией». Но вместе с тем Помпиду первым из западных глав государств обратил внимание на значение КНР как противовеса Советскому Союзу и, ещё до Никсона, нанёс туда официальный визит (1970). Помпиду также внёс вклад в установление отношений с арабскими странами. Однако Франции пришлось столкнуться с кризисом в 1973 году, когда после Войны судного дня страны ОПЕК в одностороннем порядке подняли цены на нефть.
Помпиду придавал большое значение личным визитам, частному общению с главами государств, таким элементам неформального общения, как совместные охоты (обычно близ замка Рамбуйе) и обеды, для последних он, тонкий гурман, даже лично составлял меню. При нём была впервые установлена официальная резиденция для гостей Президента — особняк Мариньи, рядом с Елисейским дворцом.

#### Внутренняя политика
Правление Помпиду началось с девальвации франка на 12 %, но последствия этого шага были быстро сглажены. При нём началась масштабная индустриализация страны, а также развитие транспорта. В декабре 1969 года была открыта первая ветка скоростной железной дороги RER, 25 апреля 1973 года — парижская окружная дорога Периферик, в марте 1974 год — Международный аэропорт имени Шарля де Голля. При нём началась реализация проекта скоростных дорог TGV, осуществлённая уже в следующее президентство. Он был также сторонником развития автомобильного транспорта, по его указаниям были расширены проезжие части во многих городах, построены автодороги; сократилось использование велосипеда как личного транспорта. Помпиду внёс личный вклад в механизацию и автоматизацию сельского хозяйства.
В июле 1971 года Конституционный совет Франции признал Декларацию прав человека и гражданина 1789 года конституционным нормативным документом и отнёс контроль за соблюдением Декларации в свою сферу ведения.
Премьер Жак Шабан-Дельмас вёл социальную политику с некоторыми элементами левой программы (т. н. «новое общество», о котором объявлено 26 июня 1969 года); в июле 1972 года Помпиду заменил его на Пьера Мессмера. Перед парламентскими выборами в марте 1973 года Помпиду смог также собрать широкую правоцентристскую коалицию, включавшую т. н. «независимых республиканцев» и противостоящую социалистам (в это время как раз в 1973 году объединившимся).
При Помпиду была прекращена голлистская монополия на телевидение во Франции, ставшая одной из причин выступлений 1968 года (речь Шабан-Дельмаса в сентябре 1969, а затем и декларация президента 2 июля 1970 года о свободе и независимости телеинформации). Перед Новым 1973 годом был создан третий канал телевидения.
Помпиду продолжил ядерную программу де Голля, уделяя больше внимания не вооружениям, а мирному атому и безопасности ядерных предприятий (в марте 1973 была учреждена служба контроля за атомной энергией); 3 марта 1974 года правительство приняло решение усилить инвестиции в ядерную программу для достижения энергетической независимости.
Принял Закон Помпиду — Жискара.

#### Культурная политика
Помпиду основал в Париже, вскоре после прихода к власти, Центр современного искусства, сооружённый и открытый уже после его смерти, в 1977 году, и носящий его имя.
С именем Помпиду связываются некоторые градостроительные и архитектурные преобразования в Париже. Так, к «помпидуанскому стилю» в Париже относят сооружение одиноких высотных зданий («башен») в футуристическом стиле, в противовес господствовавшему в предыдущее столетие единообразному стилю застройки, ассоциируемому с именем барона Османа. Велось строительство небоскрёбов в Дефанс. Наиболее характерным символом такой архитектуры является Башня Монпарнас (la Tour Montparnasse).
При нём отделка двух гостиных Елисейского дворца была поручена художникам, работавшим в «современном» стиле.
При президентстве Помпиду также появилась идея преобразовать железнодорожный вокзал Орсе в музей.

## Болезнь и смерть
3 апреля 1973 года предложил конституционную реформу, которая бы сокращала срок полномочий президента республики с 7 лет (септеннат, сохранившийся от Третьей республики) до 5 лет. Тогда это предложение не было осуществлено (его отложили в октябре 1973 года, а приняли лишь в 2000 году при Шираке), однако по трагической иронии судьбы правление Помпиду было досрочно прервано его кончиной как раз незадолго до 5-летия его вступления в должность.
В конце 1973 года заболел редкой формой лейкемии, называемой «болезнь Вальденстрема». Он подолгу не появлялся на публике, а когда появлялся, то было заметно, что его лицо стало одутловатым, а фигура постоянно полнеет — следствие принимаемых при лечении онкологических заболеваний кортикостероидов. Официально Елисейский дворец заявлял, что у президента республики «простой грипп» и «перемежающийся грипп» (grippe simple, grippe intermittente). Во время последнего, третьего визита в СССР — поездки 11—13 марта 1974 года в Пицунду и встреч с Брежневым, — Помпиду испытывал настолько тяжёлые кровотечения, что едва мог проводить переговоры. Во время смертельной болезни Помпиду вёл себя очень мужественно. Почувствовав вскоре после возвращения из Абхазии приближение смерти, он переехал из Елисейского дворца в свою частную квартиру на острове Сен-Луи (набережная Бетюн, 24), где когда-то его семью навещал де Голль с супругой. В 21 час 2 апреля 1974 года президент скончался от острого заражения крови, возникшего на фоне основного заболевания.
О кончине президента республики мэром IV округа Парижа был составлен следующий акт:

Париж, 4-й округ, D/1974/0277. Второго апреля тысяча девятьсот семьдесят четвёртого года, в двадцать один час скончался в своём доме, набережная Бетюн, 24 — Жорж Жан Раймон Помпиду, родившийся в Монбудифе (Канталь) 5 июля 1911 года, президент Французской республики, кавалер большого креста Почётного легиона, сын Леона Помпиду и Марии-Луизы Шаваньяк, ныне покойных супругов, муж Клод-Жаклин Каур. Составлено 3 апреля 1974 года, в 9 часов, по заявлению Поля Перрюшо, генерального инспектора Общества, 59-ти лет, улица Гранж-Бательер, дом 13, который, получив сей акт для прочтения и прочитав его, подписал его вместе с Нами, Жоржем Теольером, офицером Почётного легиона, мэром IV округа города Парижа. — [Следуют надлежащие подписи]— 
Так как его болезнь держалась в секрете (последнее официальное известие, всего за неделю до конца, гласило о «лёгком, но болезненном сосудистом заболевании»), известие о смерти Жоржа Помпиду стало потрясением для всего мира. По нему был объявлен национальный траур, на мессе по президенту в Париже присутствовали представители всех крупных держав, включая Ричарда Никсона. СССР на похоронах Помпиду представлял Председатель Президиума Верховного Совета СССР Николай Викторович Подгорный. Временно и. о. президента вновь стал председатель Сената Ален Поэр, не баллотировавшийся однако на предстоящих выборах президента. По результатам прошедших выборов, Президентом Республики был избран Валери Жискар д’Эстен, с небольшим отрывом (400 тысяч голосов) обошедший во втором туре социалиста Франсуа Миттерана (выигравшего первый тур). В обмен на поддержку голлистов Жискар назначил премьер-министром лидера UDR Жака Ширака; Ширак выдвинулся именно под началом Помпиду, который прозвал его «бульдозером».
После смерти Жоржа Помпиду Франсуа Миттеран резко критиковал правительство, которое скрывало состояние здоровья президента до самой его смерти, и требовал совершенной гласности в этой сфере. Однако впоследствии сам Миттеран, ставший президентом, на протяжении более чем десятилетия скрывал своё раковое заболевание.

## Оценка деятельности и личности
Помпиду обычно считается одним из главных соавторов политики де Голля, затем продолжившим её самостоятельно, однако более прагматично и рационально. Его личность как политика осталась, в общем, в тени яркой личности де Голля: при огромной литературе о генерале, существующей на всех крупных языках, работ о его «Дофине» вне Франции очень мало, да и в самой Франции одна из книг о Помпиду называется «Забытый президент». Не исключено, что на это повлиял и краткий срок самостоятельного правления Помпиду. В последнее время ситуация, по крайней мере во Франции, начинает меняться: Ассоциация Жоржа Помпиду проводит регулярные конференции, посвященные его политике, издаются исследования, а с 2006 года начали выходить тематические сборники архивных документов его правления.
Пишущие о Помпиду (со статьями о нём, в частности, выступали лидеры правых следующего поколения Эдуар Балладюр и Жак Ширак) зачастую высоко оценивают его вклад в модернизацию страны, называют его «полководцем промышленности», олицетворением «тридцати славных лет» экономического роста после Второй мировой войны. Однако политика голлистов в этот период вызывала и критику со стороны левых, указывающих на неудачу создания стабильной, защищённой от кризисов, экономики, подмену решения социальных конфликтов половинчатыми мерами.
По личным воспоминаниям его сотрудников, Помпиду, в отличие от жёсткого и аскетичного де Голля, был демократичен и прост в обращении, ироничен, снисходителен к слабостям других. В своей предвыборной речи в мае 1969 года он сказал: «Я не буду подражать стилю генерала де Голля; я и не смог бы этого, да и потом, вы видите, я другой человек. Я ставлю перед собой задачу вести политику открытости и диалога».

## Цитаты
- На смерть генерала де Голля (10 ноября 1970): «Французы, француженки, генерал де Голль умер, Франция овдовела».
- В беседе с португальским министром Барбозой (28 января 1974): «Когда на меня смотрит Жискар, чувствую: он думает, что я слишком уж медленно умираю».
- «Город должен принять автомобиль» (1971).

### Апокрифические цитаты
- «Ужас какой!» (глядя на проект центра Помпиду, 1972)
- «Добрая старая Франция! Хорошая кухня! Фоли-Бержер! Весёлый Париж! Высокая мода! Всё это кончилось! Франция начала и уже проводит промышленную революцию» (1972)
- (Брежнев показывает Помпиду советские ядерные ракеты) Помпиду: «Неужели они нацелены на Париж?» — Брежнев: «Не эти» (якобы во время визита в 1970).

## Увековечение памяти
В честь Помпиду назван знаменитый парижский музей современного искусства — Центр Помпиду, основанный им 15 декабря 1969 года и открывшийся в 1977 году.
Кроме того, его именем назван лицей в Орийяке (административный центр его родного департамента), улица, площадь и Европейская больница в Париже, проспекты в Лионе и Реймсе, бульвары в Нанте, Гапе и Кане, колледжи в Шантосо и Энгиене, лицей в Дубае (ОАЭ), проспекты в Дакаре (Сенегал), Ломе (Того) и Либревиле (Габон).

## Сочинения
- Etude sur Britannicus, P., 1944; (Этюд о «Британике»)
- Origines de la France contemporaine de Taine, P., 1947; («Происхождение современной Франции» Ипполита Тэна)
- Pages choisies romans d’André Malraux, P., 1955; (Избранные страницы романов Андре Мальро)
- Anthologie de la poésie française, éd. Hachette 1ère édition 1961, 2e édition 1968, 3e édition 1971, Paris, Hachette, 541 p.
- Le Nœud gordien, éd. Plon, 1974 (Гордиев узел; подготовлено автором, но вышло посмертно)
- Entretiens et discours, deux vol., éd. Plon, 1975 (Беседы и речи; предисловие Эдуара Балладюра)
- Pour rétablir une vérité, éd. Flammarion, 1982 (Чтоб установить истину)

### Воспоминания и свидетельства
- Jacques Foccart, Journal de l'Élysée (mis en forme et annoté par Philippe Gaillard), Fayard et Jeune Afrique, 1997—2001. Cinq volumes, dont :
  - Jacques Foccart, Foccart parle. 2, Foccart parle. 2, [1969-1996] : entretiens avec Philippe Gaillard, Fayard et Jeune Afrique, Paris, 1997, 525 p.-[16] p. de planches ISBN 2-213-59498-8
- Jean Mauriac, L’Après-de Gaulle. Notes confidentielles, 1969—1989, Fayard, Paris, 2006, 540 p. ISBN 2-213-62765-7

### Исследования
- Pierre-Bernard Couste, François Visine. Pompidou et l’Europe / Préf. de Jacques Chirac. Paris : Libr. techn., 1974.
- Stéphane Rials, Les Idées politiques du président Georges Pompidou, Presses universitaires de France, coll. «Travaux et recherches de l’Université de droit, d'économie et de sciences sociales de Paris II. Série Science politique» n° 9, Paris, 1977, 192 p. [pas d’ISBN] — Texte abrégé d’un mémoire de D.E.S. de sciences politiques, présenté à Paris II, en 1975.
- Молчанов Н. Н. Генерал де Голль. М.: Международные отношения, 1980 (неоднократно переиздавалась).
- Новиков Г. Н. Голлизм после де Голля. Идейная и социально-политическая эволюция. 1969—1981. М., 1984.
- Осипов Е. А. Внешняя политика Франции в период президентства Жоржа Помпиду (1969—1974). М., 2013
- Осипов Е. А. «Европейские идеи Жоржа Помпиду» // Диалог со временем. № 33. 2010.
- Осипов Е. А. «Помпиду-Брежнев. Документы из французских архивов». // Международная жизнь. № 4. 2011.
- Осипов Е. А. «Советско-французские отношения в период президентства Жоржа Помпиду». // Вопросы истории. № 7. 2011.
- Чернега В. Н. Политическая борьба во Франции и эволюция голлистской партии в 60-е — 70-е годы XX века. М., 1984.
- Васютинский В. Н. Основные направления деятельности французской дипломатии в годы президиума [sic] Ж. Помпиду : Автореф. дис. на соиск. учен. степ. канд. ист. наук : 07.00.05 / М.: Дипломат. акад. МИД СССР, 1986.
- Thierno Diallo.  La politique étrangère de Georges Pompidou / Préf. de Paul Sabourin. Paris : Libr. générale de droit et de jurisprudence, 1992
- Bernard Esambert, Georges Pompidou, capitaine d’industrie, Odile Jacob, Paris, 1994, 277 p. ISBN 2-7381-0239-5
- Éric Roussel, Georges Pompidou. 1re édition : Jean-Claude Lattès, Paris, 1984, 567 p.-[16] p. de planches [pas d’ISBN] — 3e édition, revue, augmentée, établie d’après les archives du quinquennat (1969—1974) : Georges Pompidou : 1911—1974, Jean-Claude Lattès, Paris, 1994, 686 p.-[16] p. de planches ISBN 2-7096-1376-X — Réimpression en 2004 de la 3e édition : ISBN 2-7096-2592-X — Nouvelle édition, basée sur l'édition de 1994 : Georges Pompidou (1911—1974), Perrin, coll. " Tempus " n° 60, Paris, 2004, 686 p. ISBN 2-262-02168-6
- Louis Muron.  Pompidou : Le président oublié, [Paris] : Flammarion, 1994. ISBN 2-08-066722-X
- Marcel Jullian. La France à voix haute : Le soldat et le normalien, [Paris] : Fayard, 1994. ISBN 2-213-59176-8 [об отношениях де Голля с Помпиду]
- Association Georges Pompidou, Georges Pompidou, homme d'État, 1962—1974 : guide d’orientation bibliographique, Association Georges Pompidou, Paris, 1996, 262 p. ISBN 2-911612-00-0

### Материалы конференций о Помпиду
- Georges Pompidou et l’Europe : colloque, 25 et 26 novembre 1993 (publié par l’Association Georges Pompidou; avec une préface d'Édouard Balladur et une postaface de Jacques Chirac; sous la direction de J. R. Bernard, F. Caron, M. Vaïsse et autres), Éditions Complexe, coll. " Interventions ", Bruxelles et Paris, 1995, 691 p. ISBN 2-87027-525-0
- Culture et action chez Georges Pompidou : actes du colloque, Paris, 3-4 décembre 1998 (organisé par l’Association Georges Pompidou; sous la direction de Jean-Claude Groshens, Jean-François Sirinelli; avec la collaboration de Noëlline Castagnez-Ruggiu), Presses universitaires de France, coll. " Politique d’aujourd’hui ", Paris, 2000, XII-454 p. ISBN 2-13-050908-8
- Un politique, Georges Pompidou : actes du colloque des 25 et 26 novembre 1999 au Sénat (organisé par l’Association Georges Pompidou; sous la direction de Jean-Paul Cointet, Bernard Lachaise, Gilles Le Béguec, Jean-Marie Mayeur; publié par Noëlline Castagnez-Ruggiu et Anne Leboucher-Sebbab), Presses universitaires de France, coll. " Politique d’aujourd’hui ", Paris, 2001, XIII-436 p. ISBN 2-13-051568-1
- Georges Pompidou face à la mutation économique de l’Occident, 1969—1974 : actes du colloque des 15 et 16 novembre 2001, [Paris], Conseil économique et social (organisé par l’Association Georges Pompidou; sous la direction d'Éric Bussière; comité scientifique, Alain Beltran, Pascal Griset, Georges-Henri Soutou), Presses universitaires de France, coll. " Politique d’aujourd’hui ", Paris, 2003, V-418 p. ISBN 2-13-053598-4
- Action et pensée sociales chez Georges Pompidou : actes du colloque des 21 et 22 mars 2003 au Sénat, Paris (organisé par l’Association Georges Pompidou; sous la direction d’Alain Beltran et de Gilles Le Béguec; en collaboration avec Jean-Pierre Williot), Presses universitaires de France, coll. " Politique d’aujourd’hui ", Paris, 2004, XIII-428 p. ISBN 2-13-054275-1